# Alexei Oktjabrinowitsch Balabanow

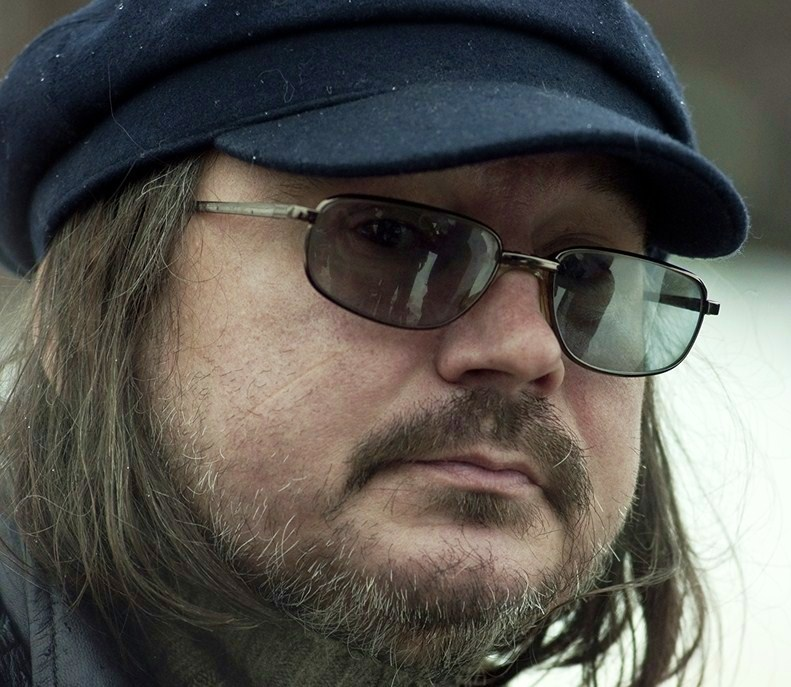
Alexei O. Balabanow, 2010

Alexei Oktjabrinowitsch Balabanow (russisch Алексей Октябринович Балабанов; * 25. Februar 1959 in Swerdlowsk; † 18. Mai 2013 in Sestrorezk) war ein russischer Regisseur, Filmproduzent, Drehbuchautor und Schauspieler. Er erhielt unter anderen den russischen Filmpreis Nika für die Regie des Films Про уродов и людей (englisch Of Freaks and Men) sowie Preise beim Kinotawr-Filmfestival von Sotschi für Der Bruder (russisch Брат brat) und Chechenia Warrior 2 (russisch Война Woina).

## Biographie
Balabanow wurde am 25. Februar 1959 in Swerdlowsk, heute Jekaterinburg, geboren. Nach seiner zehnjährigen Schulzeit in Swerdlowsk studierte er ab 1976 an der Fakultät für Übersetzungen der Linguistischen Hochschule in Gorki, heute Nischni Nowgorod.
Von 1981 bis 1983 leistete er seinen Wehrdienst als Offizier in der Sowjetischen Luftwaffe ab und wurde als Pilot in der Transportluftfahrt eingesetzt, wo er Ziele in Afrika und Asien anflog. Seine Erinnerungen daran spiegelten sich in seinem Film Груз 200 (englisch Cargo 200) wider. Er nahm am Krieg in Afghanistan teil und wurde kurz vor Ende seiner Dienstzeit in die Sowjetische Marine versetzt.
Balabanow arbeitete von 1983 bis 1987 als Regieassistent in den Swerdlowsk Film Studios. Im Jahre 1990 absolvierte er die High Courses for Scriptwriters and Film Directors im Fach Regie.
Seinen ersten Spielfilm drehte er 1987 im Ural. Das Drehbuch wurde über Nacht geschrieben. Der Low-Budget-Film spielt in einem Restaurant und wurde von den Bandmitgliedern der Nautilus Pompilius, mit dessen Frontman Wjatscheslaw Butussow er gut befreundet war, gespielt. In seinen weiteren Filmen suchte Balabanow stets nach Schauspielern, die den Alltag auf die natürlichste und überzeugendste Weise verkörpern und wechselte weniger professionell spielende Schauspieler aus.
Seit dem Jahre 1990 lebte und wirkte Balabanow in Sankt Petersburg. Zusammen mit dem Filmproduzenten Sergei Seljanow gründete er 1992 das Filmproduktionsunternehmen CTB (deutsch STV). Dort produzierte er den Großteil seiner Filme.
Die zwei Filme Счастливые дни (englisch Happy Days, basierend auf Samuel Becketts Theater-Drama) und Замок (englisch The Castle nach Das Schloss von Franz Kafka) beinhalten unvergessliche bemerkenswerte visuelle Darstellungen und übertragen absurde und beengende Gefühle eingebettet in literarische Inspirationen.
Mit dem Film Брат (Der Bruder), der die Geschichte eines jungen Mannes erzählt, der zum Auftragsmörder wurde, erlangte Balabanow in Russland Berühmtheit. In den 1990er-Jahren wurde der Film zu einer der russischen Filmikonen und Sergei Bodrow, der die Hauptrolle verkörperte, wurde „Held der Generationen“ genannt.
Im Jahre 1998 inszenierte er den Film Про уродов и людей (Of Freaks and Men) nach einem Szenario, das er bereits fünf Jahre zuvor verfasst, aber aufgrund fehlenden Budgets nicht früher hatte umsetzen können. Trotz der umstrittenen Handlung (der Film thematisiert die Pornofilm-Produktion im Russischen Reich) wurde der Film in der Kategorie Bester Film mit dem Nika ausgezeichnet.
Balabanow brachte mit Брат 2 im Jahre 2000 die Fortsetzung des Films Брат in Moskau und den Vereinigten Staaten von Amerika heraus. Auch bezüglich des Films Война (2002; englisch War) wurden ihm politische Unkorrektheiten vorgeworfen, beispielsweise dass der Nordkaukasus Schauplatz des Zweiten Tschetschenienkriegs wurde. Danach widmete sich Balabanow weniger anspruchsvollen Filmen wie der Kriminalkomödie Жмурки (englisch Dead Man’s Bluff) und dem Melodram Мне не больно (englisch It Doesn’t Hurt Me).
Im Jahre 2007 zeigte er im Film Груз 200 auf naturalistische Weise die Kehrseite der späten Sowjetunion während des Krieges in Afghanistan und die schreckliche und grausame Seite der Menschheit, was der Grund dafür war, dass einige wohlbekannte Schauspieler den Auftritt im Film ablehnten. In vielen Städten Russlands wurde die Ausstrahlung des Films verboten.
Die Handlung im Film Кочегар (2010) erzählt über Jakuten, Veteranen des Afghanistankrieges und den Widerstand der einfachen Bevölkerung.
In seinem letzten Film Я тоже хочу (2012) erklärt der Regisseur das Problem, einen Menschen aus dem Leben gehen zu lassen. Balabanow stellte selbst eine Rolle in einer Episode des Films dar. In einem Interview erklärte er, dass dies sein letzter Film sein werde.
Amateur- und Dokumentarfilme ausgeschlossen, drehte Balabanow 14 Spielfilme.
Balabanow starb mit 54 Jahren an einem Herzinfarkt. Die Trauerfeierlichkeiten fanden am 21. Mai in der Fürst-Wladimir-Kathedrale in Sankt Petersburg und die Beisetzung auf dem dortigen Smolensker Friedhof statt.

## Filmkritiken

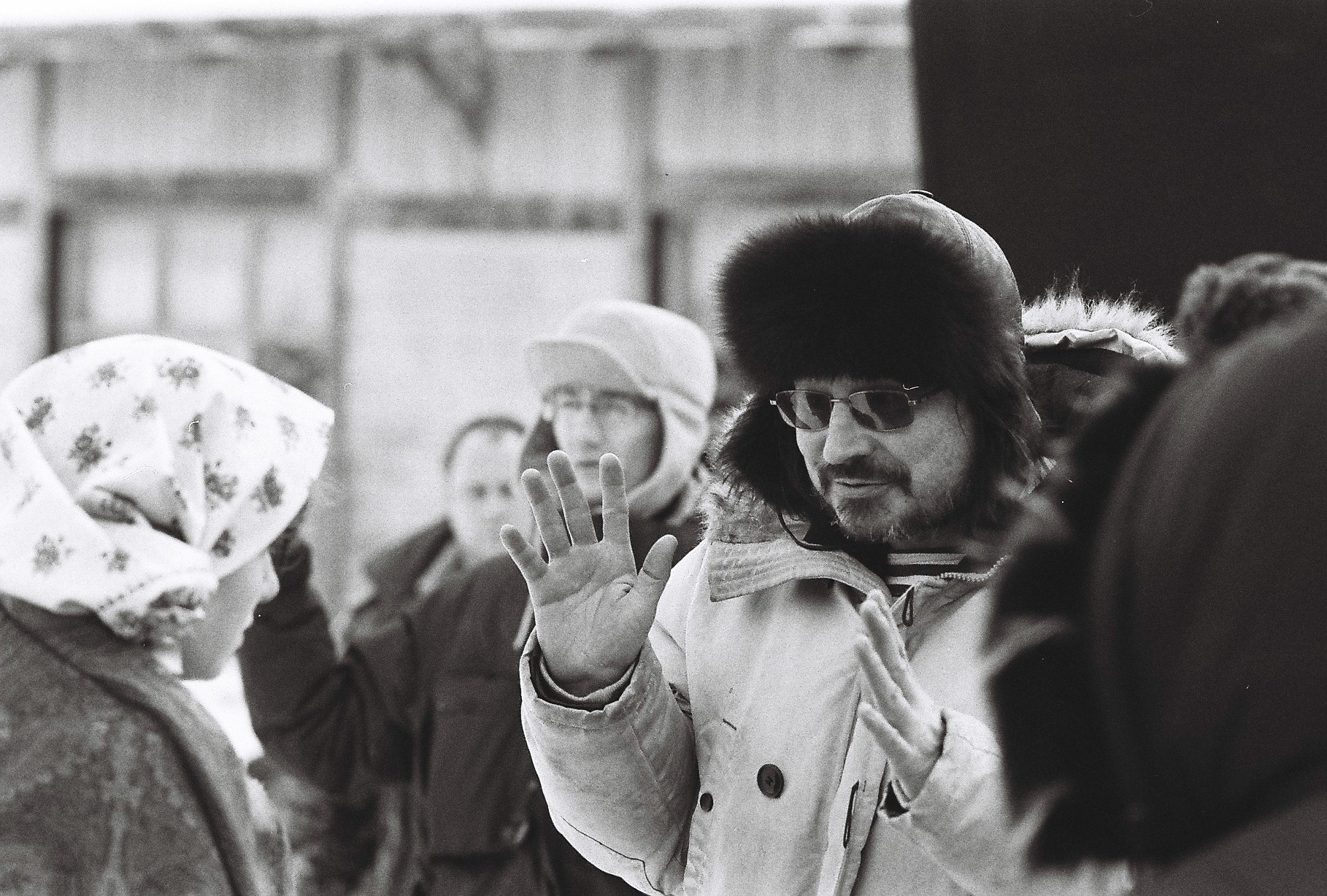
Balabanow am Set zum Film Морфий (Morphine)

Die meisten Filme Balabanows spielen in den 1980er- bis 1990er-Jahren in Russland und erzählen Lebensgeschichten von Personen. Seinen Durchbruch erlangte er mit der Handlung über Danila Bagrow in den Filmen Брат (Der Bruder) und Брат 2; diese Rolle wurde von Sergei Bodrow gespielt. Im Film erschuf Bodrow eigene Mythen und sein eigenes Wertesystem und wurde deshalb als erster echter Held der post-sowjetischen Kinoleinwand gefeiert.
In den Hauptrollen stellte Balabanow oft Außenseiter dar, die am Abgrund stehen, auf der Suche nach ihrem Platz im Leben sind oder erfolglos nach Lebensharmonie suchen. Nach Ksenija Tschudinowa sind dies „in die Ecke getriebene Wölfe“. Sie sind gezwungen, sich mit Gewalt durch eine fremde Welt zu kämpfen, und dies äußert sich in Balabanows Filmen oft angefangen von kriminellen bis hin zu sexuellen Gewalthandlungen. Der Filmkritiker Andrej Plachow erkannte diese sittlichen Verstöße, die den Menschen durch Verletzung allgemein akzeptierter Normen prägen, als Schlüssel zum Verständnis von Balabanows Kreativität. Er beschreibt Balabanow als sozialkonservativen Menschen, der stets auf der Suche nach der Sittlichkeit der Gesellschaft war, und stellte ihn mit Fjodor Dostojewski und John Ford auf eine Stufe.
Andrei Michalkow-Kontschalowski bezeichnete Balabanow als einen der talentiertesten russischen Regisseure seiner Zeit. „Er war seltsam, unbehaglich, hatte aber eine erstaunliche innere Kernstruktur“, „Für mich ist die Reflexion immer stärker als der einfallende Lichtstrahl, Balabanow aber ging stets auf einer geraden Linie diesen Strahl entlang“ – so beschrieb Nikita Michalkow den Regisseur des Melodrams Мне не больно und der schwarzen Komödie Жмурки, in denen er mitspielte.
Die Filmkritikerin Natalia Siriwli deutete auf Balabanows inhärentes Verlangen nach Mythenbildung und stellte fest, dass der Regisseur „mit all seinen wohlbekannten Talenten und Professionalität meisterliche Szenen dreht, die beim Zuschauer starke Emotionen wie Ekel, Entsetzen und Abscheu hervorrufen“.
Laut Seljanow, dem Produzenten fast all seiner Filme, erweckte Balabanow den Eindruck einer verschlossenen Person. In Wirklichkeit sei er aber ein sehr aufrichtiger, offener und fröhlicher Mensch gewesen, der „mit seinen Aktivitäten und Talenten viel für sein Land getan hat“.

## Unrealisierte Projekte
Im Jahre 2000 begann Balabanow, den Film Река zu drehen, der von der Kolonie Aussätziger in Jakutien handelt. Doch am 21. November 2000 kam die Schauspielerin Tujara Swinobojewa, der die Hauptrolle zugewiesen worden war, vor Abschluss der Dreharbeiten bei einem Autounfall ums Leben. Im Jahre 2002 wurde der unfertige Film als Montage von 49 Minuten Bildmaterial präsentiert. Nach Michail Trofimenkow sollte dieser Film das Hauptwerk Balabanows werden und ihn in der Öffentlichkeit als Weltklasse-Meister neu bewerten.
Bodrow und Balabanow diskutierten mehrmals die Möglichkeit, einen Film über Außerirdische zu drehen, dies kam jedoch nie zustande.
Balabanow begann von November bis Dezember 2003 damit, den Film Американец zu drehen. Die Handlung stellt die Geschichte eines bankrotten Amerikaners dar, der nach Russland ging, um sein Geld zurückzuholen. Die Hauptrollen wurden von Michael Biehn und Alexei Tschadow dargestellt. Eine der größeren Rollen sollte vom Musiker Sergei Schnurow und seiner Band Leningrad gespielt werden. Hauptsächlich wurde der Film in Irkutsk gedreht. Wegen Biehns Problemen mit Alkoholsucht mussten die Dreharbeiten abgebrochen werden. Balabanow gab zu verstehen, dass er nicht beabsichtige, diesen Film weiterzudrehen, denn er sei es nicht gewohnt, zweimal denselben Weg zu beschreiten. Dennoch beschloss er 2013, die Dreharbeiten an diesem Film wieder aufzunehmen und das Drehbuch so umzuschreiben, dass der Schwergewichtsboxer Mike Tyson diese Rolle übernehmen könnte. Jedoch fehlte Tyson später die Zeit, an diesem Projekt teilzunehmen.
Im Jahre 2007 startete das Filmproduktionsunternehmen CTB ein Jugendprojekt namens Cinema. Interessierte Jugendliche wurden gebeten, mittels Digitalkamera, Mobiltelefon oder Smartphone ein fünfminütiges Video aufzunehmen. Auf Basis des besten Videos würde Balabanow ein Drehbuch schreiben. Balabanow wurden etwa 3.000 Videos zugesandt, aus denen er nur eines auswählte. Aus diesem Material war ihm jedoch die Schaffung eines vollwertigen Drehbuchs nicht möglich, und das Projekt wurde aufgegeben.
Zu den weiteren Plänen Balabanows zählte die Umsetzung seines Drehbuchs über die kriminelle Jugend des späteren sowjetischen Diktators Josef Stalin. Hierzu sammelte und recherchierte er Fakten über ihn, die der Öffentlichkeit unbekannt waren. Ein weiterer Film sollte unter dem Titel „Мой брат умер“ (deutsch „Mein Bruder ist gestorben“) erscheinen. Balabanow fand jedoch keine Zeit mehr, das Drehbuch zu beenden. Zu den Kandidaten für die Rollen zählten Oleg Garkuscha und Renata Litwinowa. Sein Sohn Fjodor Balabanow hat angekündigt, diesen Film zu drehen.

## Familie
Balabanow war zweimal verheiratet. Mit seiner ersten Frau Irina hatte er einen Sohn, den heutigen Wirtschaftswissenschaftler Fjodor Balabanow.
Mit seiner zweiten Frau Nadjeschda Wasiljewa arbeitete er am Film Замок; sie war Kostümdesignerin bei Lenfilm. Mit ihr hatte er den Sohn Pjotr (geb. 1995).

## Ehrung

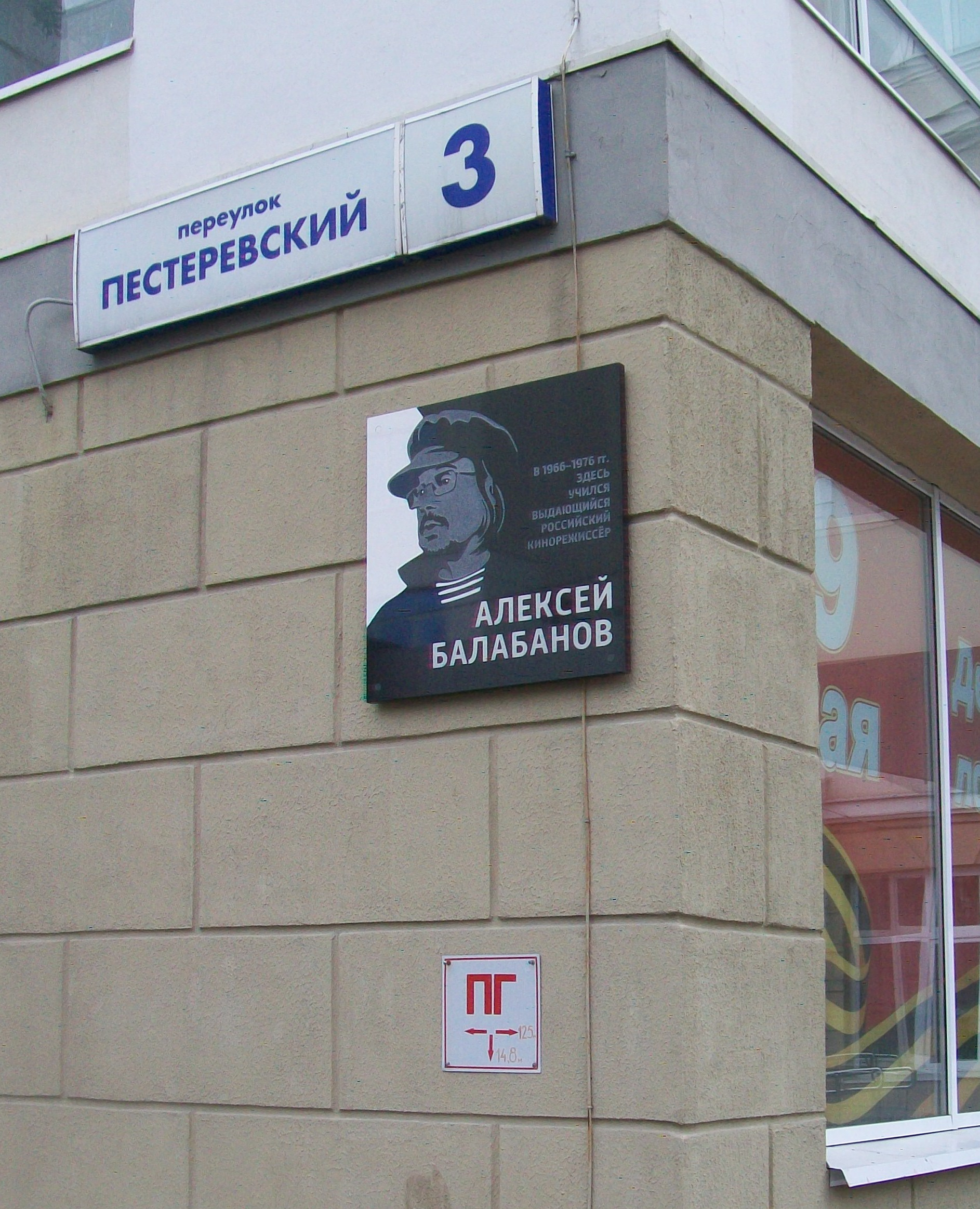
Gedenktafel an dem Schulgebäude in Swerdlowsk

Im Jahre 2014 drehte der Regisseur Juri Bykow den Film Дурак (englisch The Fool) und widmete ihn dem Gedenken an Alexei Balabanow. In diesem Film gibt es eine längere Passage, die unter Rockmusik, wie Спокойная ночь der russischen Rockband Kino, die Arbeit Balabanows widerspiegelt.
An dem Gebäude der Schule von Swerdlowsk, wo Alexei Balabanow studierte, ist ihm zu Ehren eine Gedenktafel angebracht worden.

## Filmografie (Auswahl)
- 1995: Die Ankunft eines Zuges (Pribytie poezda; Regie, Drehbuch, Schauspiel)
- 1997: Der Bruder (Brat; Regie, Drehbuch)
- 1998: Über Freaks und Menschen (Pro urodov i lyudey; Regie, Drehbuch)
- 2000: Bruder 2 (Fortsetzung von Der Bruder (Brat); Regie, Drehbuch)
- 2002: Chechenia Warrior 2 (Voyna; Regie, Drehbuch)
- 2007: Cargo 200 (Grus 200; Regie, Drehbuch)
- 2012: Ich will es auch tun (Ja tosche chochu; Regie, Drehbuch, Darsteller)

## Auszeichnungen
- Preisträger bei Kinotawr:[4]
  - 1997 für Брат (Grand Prix)
  - 1998 für Of Freaks and Men (Special Jury Prize)
  - 2002 für Война (englisch War – Golden Rose, Main Prize)

- Preisträger bei Nika:
  - 1999 für Of Freaks and Men (bester Film)
  - 1999 für Of Freaks and Men (beste Regie)

- Preisträger bei GoEast:
  - 2009 für Morphin
  - 2011 für Der Heizer

- Preisträger beim Preis der Niederländischen Filmkritik:
  - 2008 für Grus 200